# FF 야로
FF 야로(FF Jaro)는 핀란드 야코브스타드의 축구 클럽으로, 현재 베이카우스리가에서 활동하고 있다.

## 선수 명단

### 현역
참고: FIFA 자격 규정에 따라 소속된 국가대표팀 국기를 표시합니다. 선수는 복수의 FIFA 비회원국 국적을 가지고 있을 수 있습니다.
| 번호 | 포지션 | 국적 | 이름        |
| ---- | ------ | ---- | ----------- |
| 40   | DF     | 가나 | 로빈 폴리   |
| 42   | MF     |      | 마나세 쿠수 |

| 번호 | 포지션 | 국적 | 이름 |
| ---- | ------ | ---- | ---- |